# Eukoenenia florenciae
Espèce
Synonymes
- Koenenia florenciae Rucker, 1903
- Koenenia buxtoni Berland, 1914

Eukoenenia florenciae est une espèce de palpigrades de la famille des Eukoeneniidae.

## Distribution
Cette espèce se rencontre en Argentine, au Paraguay, en Colombie, aux États-Unis, en Espagne, en France, en Slovaquie, au Népal et en Australie,.
Les spécimens observés aux Bermudes, au Maroc, en Égypte, à La Réunion, à l'île Maurice et à Madagascar comme Eukoenenia hanseni appartiennent à cette espèce pour Bruno Condé.

## Description
Les femelles  mesurent de 2 à 2,3 mm.
Cette espèce n'est connue que par des femelles parthénogénétiques,.

## Étymologie
Cette espèce est nommée en l'honneur de Florence Rhine.

## Publication originale
- Rucker, 1903 : A new Koenenia from Texas. Quarterly Journal of Microscopical Science (n.s.), vol. 47, p. 215‒231 (texte intégral).